# Мінетто (переписна місцевість, Нью-Йорк)
Мінетто (англ. Minetto) — переписна місцевість (CDP) в США, в окрузі Освіго штату Нью-Йорк. Населення — 1262 особи (2020).

## Географія
Мінетто розташоване за координатами 43°24′9″ пн. ш. 76°28′56″ зх. д. / 43.40250° пн. ш. 76.48222° зх. д. (43.402400, -76.482159).  За даними Бюро перепису населення США в 2010 році переписна місцевість мала площу 9,29 км², з яких 8,61 км² — суходіл та 0,68 км² — водойми.

## Демографія
Згідно з переписом 2010 року, у переписній місцевості мешкало 1069 осіб у 448 домогосподарствах у складі 315 родин. Густота населення становила 115 осіб/км².  Було 483 помешкання (52/км²).
Расовий склад населення:
| - 97,5 % — білих - 0,8 % — азіатів - 0,4 % — корінних американців - 0,1 % — чорних або афроамериканців |

До двох чи більше рас належало 1,2 %. Частка іспаномовних становила 1,0 % від усіх жителів.
За віковим діапазоном населення розподілялося таким чином: 21,1 % — особи молодші 18 років, 63,9 % — особи у віці 18—64 років, 15,0 % — особи у віці 65 років та старші. Медіана віку мешканця становила 47,5 року. На 100 осіб жіночої статі у переписній місцевості припадало 100,9 чоловіків;  на 100 жінок у віці від 18 років та старших — 96,0 чоловіків також старших 18 років.
Середній дохід на одне домашнє господарство  становив 68 190 доларів США (медіана — 65 170), а середній дохід на одну сім'ю — 83 906 доларів (медіана — 82 292). За межею бідності перебувало 13,7 % осіб, у тому числі 29,2 % дітей у віці до 18 років та 12,4 % осіб у віці 65 років та старших.
Цивільне працевлаштоване населення становило 434 особи. Основні галузі зайнятості: освіта, охорона здоров'я та соціальна допомога — 44,2 %, виробництво — 15,0 %, транспорт — 9,9 %, мистецтво, розваги та відпочинок — 7,4 %.